# Epiousion
A palavra grega epiousion (ἐπιούσιον; forma lemática: epiousios) é um hápax de significado controverso que aparece na oração do Pai Nosso, referida em Mateus 6:11 e Lucas 11:3. É um adjetivo qualificando o substantivo artos (ἄρτος), que significa "pão".
Em português, epiousion é tradicionalmente traduzido como "de cada dia"; traduções para outros idiomas também usam termos similares, como daily ("diário") nas versões de língua inglesa da Bíblia. No entanto, esse sentido é rejeitado pela maioria dos acadêmicos atuais. A interpretação da palavra depende, portanto, de análise contextual e morfológica.
O significado de epiousion já intrigava tradutores no século IV. Em 382 d.C., São Jerônimo foi convocado pelo Papa Dâmaso I para renovar e consolidar as várias traduções de textos bíblicos na Vetus Latina, à época usada pela Igreja. Jerônimo realizou essa tarefa voltando ao Novo Testamento em sua língua original, grego, e traduzindo-a para o latim; sua tradução ficou conhecida como a Vulgata. Nos contextos idênticos de Mateus e Lucas—isto é, em relação ao Pai Nosso—Jerônimo traduziu epiousion de duas maneiras diferentes: como "supersubstancial" (supersubstantialem) por análise morfológica em Mateus e mantendo a tradução tradicional (quotidianum, "cotidiano") em Lucas.
O atual Catecismo da Igreja Católica afirma que há vários entendimentos possíveis de epiousion, incluindo o tradicional ("de cada dia"), mas o significado literal com base em seus componentes morfológicos é supersubstancial ou superessencial. Há também teorias alternativas afirmando que, além da etimologia de ousia ("substância"), a palavra pode descender também tanto do verbo einai (εἶναι), que significa "ser", como do verbo ienai (ἰέναι), que significa "ir" ou "vir".

## Frequência e peculiaridades

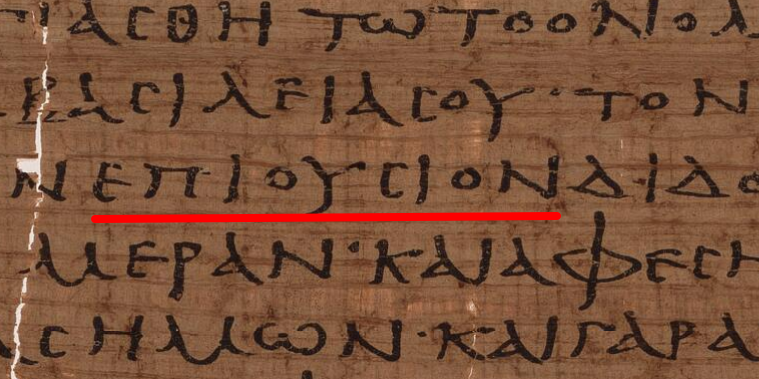
ἘΠΙΟΎΣΙΟΝ (transliterado EPIOUSION) no Evangelho de Lucas, escrito no Papiro 75 (c. 200)

A palavra aparece no Papiro Hanna 1 (p75)—"Mater Verbi" (Mãe da Palavra), o mais antigo fragmento contendo certas passagens do Novo Testamento.
O adjetivo Epiousion é único no Pai Nosso. É masculino, acusativo, singular, concordando em gênero, número, e caso com o substantivo que qualifica, ἄρτον (arton). Na glosa interlinear:
| Τὸν                                   | ἄρτον | ἡμῶν  | τὸν | ἐπιούσιον | δὸς | ἡμῖν | σήμερον[7] |
| O                                     | pão   | nosso | -   | epiousion | dá- | nos  | hoje[8]    |
| "Dá-nos hoje o nosso pão epiousion. " |       |       |     |           |     |      |            |
Conforme Novum Testamentum Graece, uma fonte de padrões acadêmicos e traduções atuais do Novo Testamento, a palavra aparece apenas em Mateus 6:11 e Lucas 11:2 como parte do Pai Nosso. Isso torna epiousion um dis legomenon, ou seja, aparece apenas duas vezes. O Didache, um guia de catecismo do primeiro ou segundo século, também cita ἐπιούσιον a partir do Pai Nosso do livro de Mateus.
No século XX, outra possibilidade veio à tona. Em uma lista de compras datada do século V (Sammelbuch 5224,20) a palavra transcrita como epiousion aparece próxima a vários itens da lista. Isso parece indicar que o termo fora usado no sentido de "suficiente por hoje", "suficiente para amanhã" ou "necessário". Contudo, depois de muitos anos perdido, o papiro contendo a lista foi redescoberto na biblioteca de Yale Beinecke em 1998, e um novo exame encontrou elaiou (óleo), não epiousion — aparentemente, o transcritor original A. H. Sayce era conhecido como um "transcritor ruim". Ademais, o documento foi reavaliado como datado do século I ou II, não V. Desse modo, o uso de epiousion parece não ocorrer na literatura em grego antigo além de Mateus, Lucas e O Didache. Epiousei, usado somente em Atos 7:26, indica próximo dia, e provavelmente é apenas uma palavra cognata.

## Traduções e interpretações
Há várias razões pelas quais epiousion apresenta um desafio de tradução excepcional. A palavra não aparece em nenhum outro texto em grego koiné e pode ter sido cunhada pelos autores do evangelho. Certamente Jesus não compôs a oração em grego, e sim em sua língua nativa (aramaico ou hebraico); apesar disso, o consenso na academia é de que o Novo Testamento tenha sido escrito em koiné. Isso implica que, inicialmente, o aramaico ou hebraico tenha sido interpretado diretamente para koiné. Ou seja, a tradução torna-se mais incerta, porque não é possível verificar referências cruzadas ou comparar o termo em outros contextos, apenas analisar a morfologia.
A análise morfológica mais popular destaca epi- como prefixo e interpreta ousia como uma palavra polissemântica, embora esse modelo não siga o padrão grego de composição de palavras. Normalmente, o iota ao final de epi (ἐπι) seria removido em uma composição onde o segundo termo começa em vogal (compare, por exemplo, epônimo vs epígrafo).:88 Todavia, essa regra não é absoluta: Jean Carmignac reuniu 26 palavras compostas que violam essa regra.
Em suma, acadêmicos modernos e clássicos propuseram diferentes traduções para epiousion. Mesmo Jerônimo, o tradutor mais importante da Bíblia em latim, traduziu a mesma palavra no mesmo contexto de duas maneiras diferentes. No presente, não há consenso sobre seu significado exato. A seguir, um resumo sobre diversas opções de tradução:

### De cada dia
De cada dia (diário) tem sido, por muito tempo, a tradução mais comum em português para epiousion. Esse é o termo usado na Almeida Revista e Atualizada, King James Atualizada, Nova Versão Internacional, entre outras versões. Isso baseia-se na interpretação de epi como para, e ousia como ser; assim sendo, a palavra significaria para o [dia] ser, onde dia é implícito.
Essa versão é baseada na tradução latina de epiousion como quotidianum (diário) ao invés de supersubstantialem (supersubstancial). O primeiro registro dessa interpretação foi encontrado nos trabalhos de Tertuliano:251 e acabou sendo usado na Vetus Latina, uma coleção de termos de variações do latim antigo em Bíblias anteriores à Vulgata.
A Vulgata, de Jerônimo, é uma tradução latina do final do século IV da Bíblia a partir de suas línguas originais. Em 382, o Papa Dâmaso I delegou a Jerônimo uma revisão da Vetus Latina com relação aos evangelhos. A partir dos componentes morfológicos, Jerônimo traduziu epiousion, em Lucas 11:3,  como quotidianum e, em Mateus 6:11, como supersubstantialem. O termo quotidianum ainda incide na missa da Igreja Católica, embora a mesma utilize supersubstantialem mais frequentemente.:59
Há quem considere epiousion uma alusão a Exôdo 16:4, onde Deus promete provisões na forma de maná a cada dia. Dessa forma, o verso seria uma tentativa de traduzir "pão suficiente para o dia" de hebraico para grego.:147
Contemporaneamente, a maioria dos acadêmicos descarta a tradução de epiousion como sendo de cada dia (diário). Essa palavra tem apenas uma fraca conexão etimológica com epiousion — termo esse que significa "próximo" e é usado no contexto de "próximo dia" ou "próxima noite".:20-21 Inclusive, todas as outras incidências com o significado de "diário" no Novo Testamento basearam-se no termo hemera (ἡμέρα, "dia"). Não haveria razão aparente que justificasse a utilização de uma palavra tão hermética como epiousion. Além disso, tradução de cada dia torna o termo redundante, pois o verso já contém a palavra dia, suficiente para indicar que o pão é para o dia de hoje.:59

### Supersubstancial
A Vulgata de Jerônimo traduz epiousion, em Mateus 6:11, como supersubstantial (supersubstancial), cunhando um termo novo no latim. Essa tradução considera que o prefixo epi- signifique super, e ousia, substância.

#### Defesa
Essa interpretação foi apoiada por autores clássicos, como Agostinho de Hipona, Cirilo de Jerusalém, Cipriano de Cartago e João Cassiano.:159
Também é a tradução usada em algumas Bíblias modernas, como a Bíblia de Douay–Rheims (Mateus 6:11–63). Outrossim, essa tradução também é associada com a eucaristia, tão primordial quanto os Patriarcas,:154 e confirmada depois no Concílio de Trento (1551).
Em 1979, a Nova Vulgata — também conhecida como Neovulgada — tornou-se a nova edição oficial da Bíblia publicada pela Santa Sé para o uso contemporâneo no Rito romano. A Nova Vulgata mantém os mesmos termos usados na Vulgata: supersubstantialem, em Mateus, e quotidianum, em Lucas.
Atualmente, a Igreja Católica instrui sua doutrina via o Catecismo da Igreja Católica, o qual prevê vários significados para epiousion, em especial, "supersubstancial". Na Igreja Ortodoxa, "supersubstancial" é considerado a tradução mais fiel.

#### Metáfora para Eucaristia
Essa tradução é corriqueiramente associada à eucaristia. O "pão necessário para a existência" é a hóstia da última Ceia. Para Eugene LaVerdiere, padre Católico e estudioso das escrituras na era pós-Vaticano II, o fato dos autores dos evangelhos terem criado um termo novo indica a descrição de algo inédito. Comer a hóstia na última ceia acarretou na necessidade de uma nova palava para um novo conceito.:9
Supersubstantialem (supersubstancial) foi a tradução dominante para a palavra epiousion em Mateus por muitos séculos após Jerônimo, ao ponto de influenciar o rito cristão. Essa é a base da argumentação de Cipriano de Cartago de que a hóstia precisa ser consumida diariamente O fato de apenas o pão ser citado, e não o vinho, levou à prática da utilização apenas de pão na Eucaristia em alguns casos. Da mesma maneira, esse verso é um dos argumentos usados contra o Utraquismo. A tradução do termo foi reconsiderada com a Reforma Protestante. Originalmente Martinho Lutero manteve a versão supersubstancial, mas trocou em 1528 por diariamente.

#### Crítica
Brant Pitre, teólogo do Seminário de Notre Dame, ressalva que a tradução supersubstancial, a despeito de ter sido amplamente empregada pelos cristãos primitivos, não recebe praticamente nenhum apoio entre os exegetas modernos.
Entre aqueles que rejeitam essa tradução estão alguns estudiosos bíblicos da Igreja Católica, como Raymond E. Brown, Jean Carmignac, e Nicholas Ayo.
Não há fonte conhecida para a palavra na língua nativa de Jesus (aramaico ou hebraico) que seja traduzida como epiousion em grego. Muito menos há uma palavra nessas línguas que seja facilmente traduzida como supersubstancial.
M. Eugene Boring, teólogo protestante da Universidade Cristã do Texas, alega que a conexão entre a eucaristia é anacrônica, pois o ritual cristão viria a se desenvolver apenas depois que o evangelho foi escrito e, assim sendo, Mateus não teria conhecimento quanto a eucaristia. Craig Blomberg, outro acadêmico protestante do Novo Testamento, concorda, afirmando que esses conceitos ainda haveriam de ser introduzidos por Jesus a essa altura e, portanto, não poderiam fazer parte do significado do Pai Nosso.:131

### Para o futuro
A tradução "para o futuro" é a mais aceita entre os acadêmicos atualmente.:175
Outros apoiadores dessa tradução incluem Cirilo de Alexandria e Pedro de Laodiceia. A palavra epiousion teria relação com o verbo epienai ("de amanhã").:217
Segundo o teólogo judeu Herbert Basser, essa tradução também foi considerada como uma possibilidade — posteriormente rejeitada — por Jerônimo, o qual anotou ao lado de seu comentário sobre Mateus que o evangelho dos hebreus usou ma[h]ar ("para amanhã") em seu verso.:185
Afora o significado literal, essa tradução também pode ser lida em um contexto escatológico: "o pedido por uma antecipação do mundo que virá". Outros veem amanhã como que referenciando o fim dos tempos, e pão, o banquete messiânico.:32 Raymond Brown alega que todos os outros versos do Pai Nosso são escatológicos, então seria incongruente que esse trecho falasse sobre comer pão prosaicamente. Eduard Schweizer, estudioso do Novo Testamento e teólogo suíço, discorda. O pão não é tradicionalmente apresentado como parte da ceia celestial, e a prosaica necessidade por pão para sobrevivência seria um símbolo do sentimento universal de Jesus para com seus seguidores.
De acordo com o teólogo católico Brant Pitre, a interpretação de que epiousion significa "para o futuro" é "surpreendentemente (...) endossada pela maioria dos acadêmicos atuais", mas a principal fraqueza dessa visão é sua falta de reconhecimento pelos primeiros intérpretes cristãos que traduziram a palavra, "cujo domínio da língua grega era tão bom quanto ou até superior ao dos estudiosos atuais". Ele também afirma que a tradução de epiousion como "supernatural" é a mais literal possível e era amplamente usada pelos autores da antiguidade, fato esse que "estranhamente, passa por vezes despercebido em estudos atuais".
Em sua análise, o Papa Bento XVI expressou uma ideia parecida sobre o assunto, afirmando que "o fato é que os Pais da Igreja eram praticamente unânimes no seu entendimento de que a quarta petição do Pai Nosso é uma petição eucarística".
Como várias falhas lógicas e linguísticas existem na tradução "para o futuro", o enigma envolvendo epiousion ainda persiste. Além da fraca etimologia relativa a epienai, a interpretação "para o futuro" raramente é considerada apropriada pelos autores clássicos, os quais, presume-se, tinham mais conhecimento sobre koiné que qualquer acadêmico moderno.
Também é notório que a forma adjetival para "futuro" exista em koiné, por exemplo, em Mateus 6:34 (aurion), e poderia facilmente substituir epiousion.
Ainda, um outro problema com a tradução "para o futuro" é parecer contraditória, dado que, nos versos seguintes (Mateus 6:31), Jesus diz para seus seguidores não se preocuparem com comida, porque Deus tomaria conta de suas necessidades. Por outro lado, W. D. Davies, estudioso congregacionalista galês, e Dale Allison, estudioso americano do Novo Testamento, não veem nisso uma contradição. O fato de uma pessoa piedosa pedir a Deus, em oração, para que suas necessidades sejam satisfeitas pode ser o motivo pelo qual não há necessidade de se preocupar.